# العلاقات التشيكية الطاجيكستانية
العلاقات التشيكية الطاجيكستانية هي العلاقات الثنائية التي تجمع بين التشيك وطاجيكستان.

## مقارنة بين البلدين
هذه مقارنة عامة ومرجعية للدولتين:
| وجه المقارنة                                              | التشيك                                                                            | طاجيكستان                          |
| --------------------------------------------------------- | --------------------------------------------------------------------------------- | ---------------------------------- |
| المساحة (كم2)                                             | 78.87 ألف                                                                         | 143.10 ألف                         |
| عدد السكان (نسمة)                                         | 10.52 مليون                                                                       | 8.92 مليون                         |
| الكثافة السكانية (ن./كم²)                                 | 133.38                                                                            | 62.33                              |
| العاصمة                                                   | براغ                                                                              | دوشنبه                             |
| اللغة الرسمية                                             | اللغة التشيكية                                                                    | اللغة الطاجيكية                    |
| العملة                                                    | كرونة تشيكية، كرونة تشيكوسلوفاكية                                                 | ساماني طاجيكي، الروبل الطاجيكستاني |
| الناتج المحلي الإجمالي (بليون دولار)                      | 215.73 مليار                                                                      | 7.15 مليار                         |
| الناتج المحلي الإجمالي (تعادل القوة الشرائية) بليون دولار | 356.15 مليار                                                                      | 24.03 مليار                        |
| الناتج المحلي الإجمالي الاسمي للفرد دولار أمريكي          | 17.55 ألف                                                                         | 925                                |
| الناتج المحلي الإجمالي للفرد دولار أمريكي                 | 31.19 ألف                                                                         | 2.69 ألف                           |
| مؤشر التنمية البشرية                                      | 0.878                                                                             | 0.624                              |
| رمز المكالمات الدولي                                      | +420                                                                              | +992                               |
| رمز الإنترنت                                              | .cz                                                                               | .tj                                |
| المنطقة الزمنية                                           | ت ع م+01:00، ت ع م+02:00، توقيت وسط أوروبا، توقيت وسط أوروبا الصيفي، أوروبا/براغ ‏ | ت ع م+05:00                        |

## منظمات دولية مشتركة
يشترك البلدان في عضوية مجموعة من المنظمات الدولية، منها:
| علم المنظمة | اسم المنظمة                        | تاريخ انضمام التشيك | تاريخ انضمام طاجيكستان |
| ----------- | ---------------------------------- | ------------------- | ---------------------- |
|             | مؤسسة التنمية الدولية              | 1993                | 4 يونيو 1993           |
|             | منظمة الأمن والتعاون في أوروبا     | 1993                | 30 يناير 1992          |
|             | مؤسسة التمويل الدولية              | 1993                | 2 ديسمبر 1994          |
|             | منظمة حظر الأسلحة الكيميائية       | ?                   | ?                      |
|             | الأمم المتحدة                      | 19 يناير 1993       | 2 مارس 1992            |
|             | الاتحاد الدولي للاتصالات           | 1993                | 28 أبريل 1994          |
|             | منظمة الشرطة الجنائية الدولية      | ?                   | ?                      |
|             | البنك الدولي للإنشاء والتعمير      | 1993                | 4 يونيو 1993           |
|             | الاتحاد البريدي العالمي            | ?                   | ?                      |
|             | وكالة ضمان الاستثمار متعدد الأطراف | 1993                | 9 ديسمبر 2002          |
|             | يونسكو                             | 22 فبراير 1993      | 6 أبريل 1993           |
|             | الفريق المعني برصد الأرض           | ?                   | ?                      |

## وصلات خارجية
- موقع وزارة الخارجية التشيكية